# Baba Marta napja

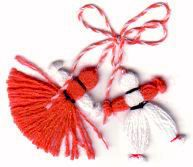
Martenica

Baba Marta napját Bulgáriában március 1-én ünneplik. Ezen a napon martenicát hordanak, ami a melegebb időjárást és a jólétet szimbolizálja. Az idősebb bolgárok ezt az időszakot Nyírfa Hónapnak nevezik. Ennek az a magyarázata, hogy a nyírfák nagyjából ebben az időben kezdenek el levelet hozni és életerőre kapni. Nagy számú kulturális hagyomány és Baba Marta személye kapcsolódik ehhez a naphoz. Ilyenkor gyakran a következőt mondják egymásnak: Csesztita Baba Marta (Честита Баба Марта – Boldog Baba Martát!, gyakran a következő rövidítéssel az üdvözlőkártyákon: ЧБМ).